# Uroppia akusiensis
Uroppia akusiensis är en kvalsterart som först beskrevs av Wallwork 1961.  Uroppia akusiensis ingår i släktet Uroppia och familjen Oppiidae. Inga underarter finns listade i Catalogue of Life.